# Pterolophia hulstaerti
Pterolophia hulstaerti là một loài bọ cánh cứng trong họ Cerambycidae.